# Bultaco Junior
La Bultaco Junior fou un model de motocicleta de turisme fabricat per Bultaco entre 1966 i 1976. Al llarg de la seva vida comercial se'n produïren diverses versions en cilindrades variades (74, 100, 125 i 150 cc), per bé que les més populars foren les de 74 cc pel fet que, a l'estat espanyol, aquest era el límit de cilindrada que es podia conduir entre els 16 i els 18 anys. Totes les versions compartien, però, les mateixes característiques generals: motor de dos temps monocilíndric refrigerat per aire de quatre velocitats, bastidor de bressol simple, frens de tambor i amortidors de forquilla convencional davant i hidràulics darrere.
La Junior, al costat de la Lobito, era una moto adreçada específicament als adolescents. Mentre la Lobito estava pensada per a introduir els joves en el motociclisme de fora d'asfalt, la Junior fou el model amb què molts joves aprengueren a anar en motocicleta i a circular-hi per carretera i ciutat; fou un èxit de vendes i molts dels qui començaren amb una Junior passaren més tard a consumir models de carretera Bultaco de superior cilindrada, especialment l'esportiva Metralla. A més, la Junior va ser molt habitual a les auto-escoles de l'època com a moto de practiques, ja que era petita i molt maniobrable.

## Història

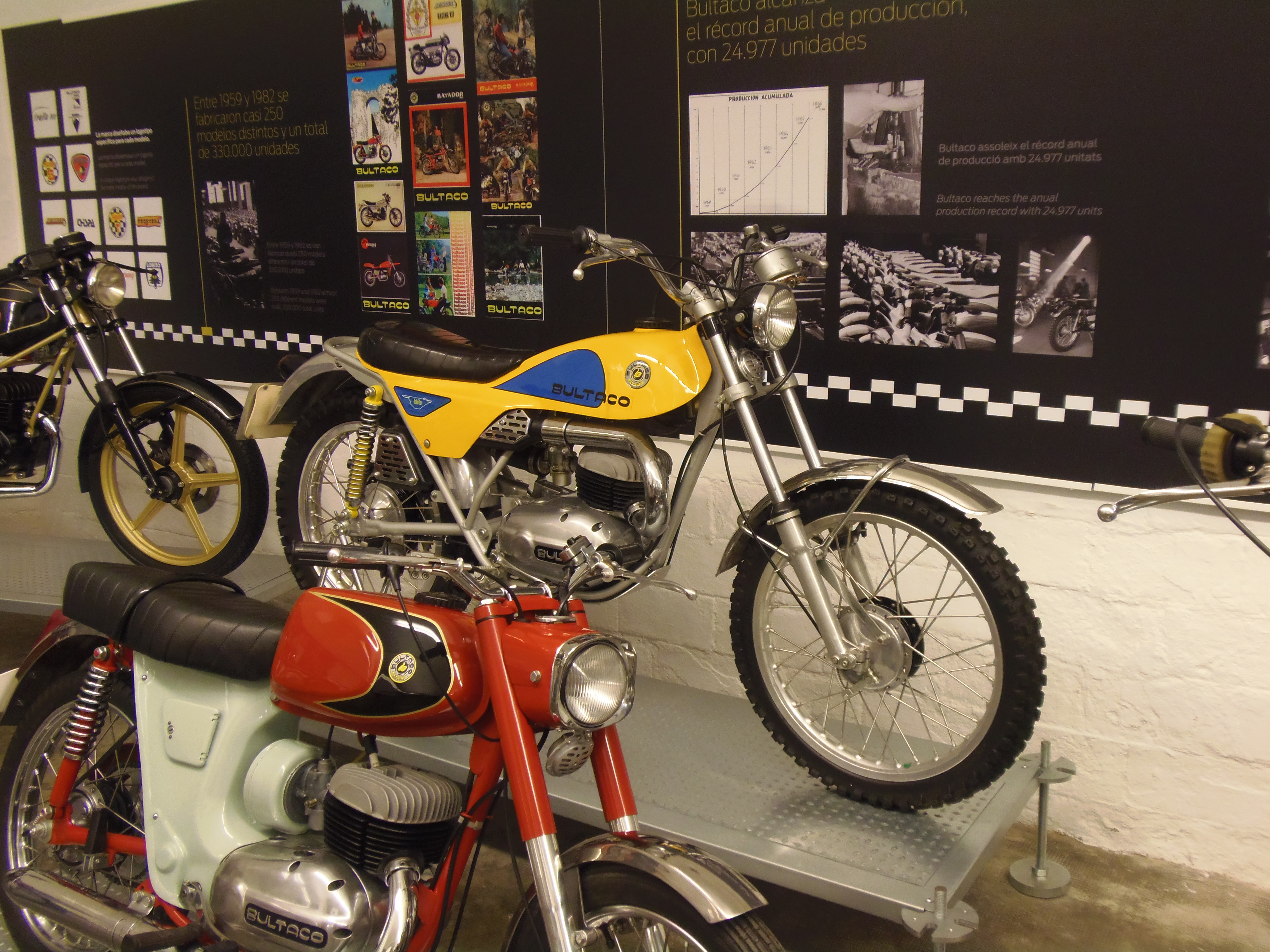
Les dues Bultaco per a joves: Lobito MK6 (groga) i Junior GT2

Bultaco presentà la primera Bultaco Junior el 14 de febrer de 1966. Inspirada en l'estètica de les primeres motocicletes japoneses que aleshores començaven a introduir-se a Europa (línies quadrades a dipòsit i far), tècnicament era força avançada per a l'època. El novembre d'aquell mateix any, Bultaco llançà una moto de cilindrada superior que no tenia gaire a veure amb la Junior, però per tal d'aprofitar la bona acollida comercial d'aquest model la comercialitzà amb el nom de Senior 200.
La Junior fou un producte de llarg recorregut que es mantingué en producció gairebé sense modificacions durant anys. L'èxit de vendes d'aquest model va fer que internament, a Bultaco, se la conegués com a "La Salvadora" per la injecció econòmica que va suposar en un moment en què alguns models de la marca començaven a decaure en el mercat. Finalment, després d'anys dedicant-se prioritàriament al fora d'asfalt, a començaments de 1977 Bultaco decidí de renovar la Junior, que havia quedat força antiquada (al contrari que la Lobito, que sí que s'havia anat adaptant als nous temps). La Streaker, el nou model de carretera que llançà l'empresa, substituí definitivament la Junior i fou un èxit de vendes immediat, ja que no era una simple posada al dia de l'anterior sinó més aviat una revolució total del concepte, amb abundants innovacions estètiques i tecnològiques.

## Versions

### Llista de versions produïdes
| Id. Model | Nom                 | Cilindrada | Anys               | Núm. Sèrie                | Pintura dipòsit                        |
| --------- | ------------------- | ---------- | ------------------ | ------------------------- | -------------------------------------- |
| 20-1      | Junior 74           | 74         | Gener 1966 - 1971  | 20.000.001 a 20.002.780   | Vermell                                |
| 20        | Junior 74 GT        | 74         | Gener 1972 - ?     | 20.002.781 a 20.003.632   | Vermell                                |
| 1T-20     | Junior 100 Suecia   | 100        | -                  | -                         | Vermell                                |
|           |                     |            |                    |                           |                                        |
| 33        | Junior 100          | 100        | 1967 - 1971        | 39.000.001 a 39.003.446   | Vermell i gris?                        |
| 39        | Junior 125          | 125        | 1967 - 1971        | 39.000.001 a 39.003.446   | Vermell i negre (parafangs vermells)   |
| IT-39     | Junior 125 Ejército | 125        | 1967 - 1971        |                           | Verd caqui                             |
| 39-GT     | Junior 125 GT       | 125        | Gener 1968 - ?     |                           | Vermell i negre (parafangs vermells)   |
|           |                     |            |                    |                           |                                        |
| 71        | Junior 150          | 150        | Octubre 1969 - ?   | 71.000.001 a 71.000.150   | ?                                      |
| 71-1      | Junior 150 Portugal | 150        | Abril 1971 - 1974  | 71.000.151 a 71.000.180   | ?                                      |
|           |                     |            |                    |                           |                                        |
| 130       | Junior GT2 74       | 74         | Juny 1974 - 1976   | 130.000.001 a 130.001.205 | Vermell i negre (parafangs metàl·lics) |
| 131       | Junior GT2 125      | 125        | Juliol 1974 - 1976 | 131.000.001 a 131.000.508 | Vermell i negre (parafangs metàl·lics) |

1. ↑  En general, hi ha poca documentació disponible (sovint contradictòria) sobre les Bultaco Junior. Alguns models aquí reflectits poden ser erronis, duplicats o inexistents. Pel que fa al cas de la 150, no se n'han trobat ni dades tècniques ni imatges. A més, en alguns webs s'esmenta una hipotètica versió 175 que tampoc no s'ha trobat enlloc.

### Mod. 20
Fitxa tècnica
| • Altres |
| --- |
| - Longitud total: 1.830 mm - Distància entre eixos: 1.200 mm - Alçada selló: 720 mm - Manillar (alt x ample): 890 x 550 mm - Velocitat màxima: 85 km/h - Consum: 1,9 l/100 km |

| • Altres |
| --- |
| - Longitud total: 1.830 mm - Distància entre eixos: 1.200 mm - Alçada selló: 720 mm - Manillar (alt x ample): 890 x 550 mm - Velocitat màxima: 86 km/h - Consum: 2,1 l/100 km |

1. ↑  80 km/h la 74 GT (model 20)

### Mod. 33 i 39
Fitxa tècnica
| • Altres |
| --- |
| - Longitud total: 1.830 mm - Distància entre eixos: 1.200 mm - Alçada selló: 720 mm - Manillar (alt x ample): 890 x 550 mm - Velocitat màxima: 86 km/h - Consum: 2,1 l/100 km |

| • Altres |
| --- |
| - Longitud total: 1.830 mm - Distància entre eixos: 1.200 mm - Alçada selló: 720 mm - Manillar (alt x ample): 890 x 550 mm - Velocitat màxima: 86 km/h - Consum: 2,1 l/100 km |

| • Altres |
| --- |
| - Longitud total: 1.830 mm - Distància entre eixos: 1.200 mm - Alçada selló: 720 mm - Manillar (alt x ample): 890 x 550 mm - Velocitat màxima: 96 km/h - Consum: 2,4 l/100 km |

Notes
1. ↑  IT-39 per a la versió militar, "Ejército"
2. ↑  Verd caqui per a la versió militar, "Ejército"

### Mod. 130 i 131
Fitxa tècnica
| Bultaco Junior GT2 | Bultaco Junior GT2                     | Bultaco Junior GT2                     | Bultaco Junior GT2 |
| --- | -------------------------------------- | -------------------------------------- | ------------------ |
| | 74                                     | 125                                    |                    |
| Id. Model | 130                                    | 131                                    |                    |
| Núm. Sèrie | 130.000.001 - 130.001.205              | 131.000.001 - 131.000.508              |                    |
| Anys | 1974 - 1976                            | 1974 - 1976                            |                    |
| CC | 74,788                                 | 124,98                                 |                    |
| Diàmetre x Carrera | 41 x 51,5 mm                           | 51,5 x 60 mm                           |                    |
| Compressió | 9:1                                    | 11,5:1                                 |                    |
| CV | 7 a 7.000 rpm                          | 15 a 7.500 rpm                         |                    |
| Carburador | Zenith 18 MX                           | Amal 625                               |                    |
| Canvi | 4 velocitats                           | 4 velocitats                           |                    |
| Pneumàtic davant | 2,50 x 17                              | 2,50 x 17                              |                    |
| Pneumàtic darrera | 2,50 x 17                              | 2,50 x 17                              |                    |
| Frens davant | Tambor 125 x 25 mm                     | Tambor 125 x 25 mm                     |                    |
| Frens darrera | Tambor 125 x 25 mm                     | Tambor 125 x 25 mm                     |                    |
| Pes en sec | 77 kg                                  | 77 kg                                  |                    |
| Capacitat dipòsit | 7,6 l                                  | 7,6 l                                  |                    |
| Color dipòsit | Vermell i negre (parafangs metàl·lics) | Vermell i negre (parafangs metàl·lics) |                    |
| \| • Altres \| \| ----------------------------------------------------------------------------------- \| \| - Distància entre eixos: 1.215 mm - Alçada selló: 730 mm - Manillar (ample): 600 mm \| |                                        |                                        |                    |
| • Altres |                                        |                                        |                    |
| - Distància entre eixos: 1.215 mm - Alçada selló: 730 mm - Manillar (ample): 600 mm |                                        |                                        |                    |